# Long Lake (Chute River)
Long Lake ist ein etwa 23 Kilometer langer See im Cumberland County in Maine, USA. Seine Ufer sind durch die Nähe mehrerer Kleinstädte, besonders der Sommerfrische Naples an seiner Südspitze, und dem Ort Harrison an seiner Nordspitze, vollständig besiedelt. Jedes Jahr im Herbst wird der See um einen Meter abgelassen, um Überschwemmungen bei der Schneeschmelze des nächsten Frühlings zu verhindern.
Der Long Lake ist Teil einer miteinander verbundenen Seenkette; sein Abfluss erfolgt durch sehr kurzen Chute River in den Brandy Pond, einem kleineren See und von dort in den Sebago Lake und über den Presumpscot River in den Atlantik bei Portland. Am Einfluss in den Sebago Lake bildet der Abfluss, ein künstlicher Durchstich namens Songo Lock, der 1830 vorgenommen wurde, zusammen mit einem natürlichen Flüsschen ein weitläufiges Sumpfgebiet, das als Sebago Lake State Park geschützt ist. Durch diesen Durchstich ist der Long Lake für Schiffe erreichbar.